# La Nuit rebelle
Pour plus de détails, voir Fiche technique et Distribution.
La Nuit rebelle est un film français réalisé par Michel Léviant, sorti en 2016.

## Fiche technique
- Titre : La Nuit rebelle
- Réalisation et scénario : Michel Léviant
- Décor : Agnès Denavarre
- Maquillage : Pascalyne Lopez
- Photographie : Jean-Claude Larrieu
- Montage : Jessica Menendez
- Sociétés de production  : Arimage Productions, Digital District, Maybe Movies, Tygryz Compagnie
- Société de distribution : Maybe Movies
- Pays d'origine :  France
- Genre : comédie
- Durée : 80 minutes
- Date de sortie : 14 décembre 2016

## Distribution
- Mona Hackel : Claire
- Sofia Lesaffre : Amia
- Elsa Léviant : Jess
- Léa Léviant : Daphné
- Olivier Rabourdin (voix) : chef de la police
- Vincent Winterhalter (voix) : gardien de nuit